# Герой Хіралал
«Герой Хіралал» (гінді हीरो हीरालाल, Hero Hiralal) — індійська мелодрама 1988 року про водія моторикшу, який закохується в кінозірку.

## Сюжет
Хіралал — простий водій моторикші з Хайдарабада, який постійно перебуває в мріях про кіно. Одного разу в місто приїжджає знімальна група. Він заводить знайомство з Рупой, висхідній зіркою Боллівуда, стає її гідом по місту, і відразу ж по вуха в неї закохується. Зйомки змушують Рупу повернутися в Бомбей. Герой сумує за своєю коханою і слід за нею, але зустрічає її мати, яка явно налаштована проти нього. Сім'я Рупи радить їй забути Хіралала і займатися своєю кар'єрою. Піддавшись на умовляння родини, Рупа відкидає залицяння Хіралала. Це приводить його в розпач і він здійснює спробу самогубства. Він залишається живий завдяки шоу-леді Ситар Деві, яка пропонує йому зробити з його «смерті в ім'я любові» найбільше шоу на землі. На щастя, герой залишається живий в останній момент, коли з'являється Рупа, щоб зізнатися йому в любові.

## У ролях
- Насіруддін Шах — Хіралал
- Санджана Капур — Рупа
- Дипа Сахи — Рані Сітара Деві
- Кіран Кумар — Прем Кумар
- Рохіні Хаттангді — мати Рупи
- Саїд Джаффрі — дядя Хіралала Азіз
- Сатіш Шах — продюсер Бхагван
- Мохан Гокхале — один Хіралала Ранг
- Джонні Левер — сержант Хавалдар
- Діпак Казір — вартовий Дукхілал
- Діліп Дхавана — водій Робін

## Прокат в СРСР
Фільм дубльований Кіностудією імені М. Горького в 1990 році.
Ролі дублювали:
- Андрій Ташков —  Хіралал
- Марина Устименко —  Рупа
- Вадим Андрєєв —  Бхагван
- Ірина Акулова —  Сітара Деві
- Іраїда Губанова —  мати Рупи
- Ігор Тарадайкін —  Ранги
- Олег Голубицький —  Азіз
- Валерій Рижаков —  ПРЕМ Кумар
- Володимир Басов
- Тимофій Співак

Режисер дубляжу: Галина Водяницька 
Звукооператор: Володимир Заболоцький 
Автор літературного перекладу: Євген Єфімов 
Редактор: Лариса Желєзнова